# Jamie Bell
Jamie Bell, nome d'arte di Andrew James Matfin (Billingham, 14 marzo 1986), è un attore ed ex ballerino britannico, celebre per il ruolo di Billy Elliot nell'omonimo film, pellicola che lo porta a 14 anni alla vittoria di un Premio BAFTA al miglior attore protagonista e di un National Board of Review.

## Biografia
Bell nasce a Billingham, in Regno Unito. Non ha mai conosciuto il padre, perché se ne era andato prima che nascesse. Cresce in una famiglia di ballerini: la nonna, la madre, la zia e la sorella esercitano questa professione da sempre. Da bambino entra in una squadra di hockey su ghiaccio, ma ben presto abbandona lo sport per l'eccessiva violenza. All'età di sei anni decide di prendere lezioni di danza, anche se di nascosto, in modo tale da non venire deriso dai compagni di classe. In seguito si divide tra il lavoro di cassiere, i corsi di recitazione e il prestigioso Royal Ballet School di Londra. Nel Natale 1998 esordisce sul palcoscenico nella produzione teatrale di Bugsy Malone.
All'età di 14 anni Bell sbaraglia la concorrenza di altri 2.000 ragazzi, aggiudicandosi il ruolo di protagonista in Billy Elliot. Il regista della pellicola, Stephen Daldry, vede in lui l'interprete perfetto per raccontare la vicenda di un giovane che si riscatta da un'esistenza infelice, grazie all'amore per la danza. Sul set si sviluppa una sorta di complicità tra i due, proprio come tra padre e figlio. Il suo esordio cinematografico gli è valso una miriade di riconoscimenti, tra cui il BAFTA Film Award.
Tra il 2005 e il 2007 l'attore lavora nei film King Kong, Flags of Our Fathers e Hallam Foe. Nel 2008 è uno dei protagonisti del film di fantascienza Jumper - Senza confini. Nel 2011 recita nel film The Eagle, con Channing Tatum, e in Jane Eyre, con Mia Wasikowska, Michael Fassbender e Judi Dench. Nel 2011 partecipa alla lavorazione del film Le avventure di Tintin - Il segreto dell'Unicorno, diretto da Steven Spielberg, mentre due anni dopo fa parte del cast di Nymphomaniac di Lars von Trier. Nel 2019 è Bernie Taupin in Rocketman e nel 2021 è Rober Ritter in Senza rimorso.

## Vita privata
Nel 2005 Bell partecipa al videoclip della canzone Wake Me Up When September Ends del gruppo musicale Green Day e durante le riprese nasce una relazione con la co-protagonista Evan Rachel Wood, da cui si separa dopo un anno. Nell'estate del 2011 viene riportato che Bell e Wood hanno ripreso la relazione. I due si sono sposati il 30 ottobre 2012 e nel luglio 2013 diventano genitori di un bambino. Nel maggio 2014 la coppia annuncia la separazione e nel 2015 Bell incomincia una relazione con l'attrice Kate Mara. La coppia si sposa nel luglio 2017. Nel maggio 2019 diventano genitori di una bambina.

## Filmografia

### Attore

#### Cinema
- Billy Elliot, regia di Stephen Daldry (2000)
- Deathwatch - La trincea del male (Deathwatch), regia di M. J. Bassett (2002)
- Nicholas Nickleby, regia di Douglas McGrath (2002)
- Undertow, regia di David Gordon Green (2004)
- Dear Wendy, regia di Thomas Vinterberg (2005)
- Kidnapped - Il rapimento (The Chumscrubber), regia di Arie Posin (2005)
- King Kong, regia di Peter Jackson (2005)
- Flags of Our Fathers, regia di Clint Eastwood (2006)
- Hallam Foe, regia di David Mackenzie (2007)
- Jumper - Senza confini (Jumper), regia di Doug Liman (2008)
- Defiance - I giorni del coraggio (Defiance), regia di Edward Zwick (2008)
- The Eagle, regia di Kevin Macdonald (2011)
- Retreat - Nessuna via di fuga (Retreat), regia di Carl Tibbetts (2011)
- Jane Eyre, regia di Cary Fukunaga (2011)
- Le avventure di Tintin - Il segreto dell'Unicorno (The Adventures of Tintin), regia di Steven Spielberg (2011)
- 40 carati (Man on a Ledge), regia di Asger Leth (2012)
- Filth, regia di Jon S. Baird (2013)
- Nymphomaniac, regia di Lars von Trier (2013)
- Snowpiercer, regia di Bong Joon-ho (2013)
- Fantastic 4 - I Fantastici Quattro (The Fantastic Four), regia di Josh Trank (2015)
- 6 Days, regia di Toa Fraser (2017)
- Stars Don't Die in Liverpool , regia di Paul McGuigan (2017)
- Il combattente (Donnybrook), regia di Tim Sutton (2018)
- Skin, regia di Guy Nattiv (2018)
- Rocketman, regia di Dexter Fletcher (2019)
- Senza rimorso (Without Remorse), regia di Stefano Sollima (2021)
- Circondato (Surrounded), regia di Anthony Mandler (2023)
- Estranei (All of Us Strangers), regia di Andrew Haigh (2023)

#### Televisione
- Turn: Washington's Spies – serie TV, 40 episodi (2014-2017)
- Shining girls – serie TV

### Produttore
- Teen Spirit - A un passo dal sogno (Teen Spirit), regia di Max Minghella (2018)

## Doppiatori italiani
Nelle versioni in italiano delle opere in cui ha recitato, Jamie Bell è stato doppiato da:
- Davide Perino in Nicholas Nickleby, Undertow, Le avventure di Tin Tin - Il segreto dell'Unicorno[5], Snowpiercer, 6 Days, Le stelle non si spengono a Liverpool, Skin, Circondato, Estranei
- Fabrizio De Flaviis in Billy Elliot, King Kong, The Eagle, 40 carati
- Stefano Crescentini in Dear Wendy, Flags of Our Fathers, Nymphomaniac
- Andrea Mete in Kidnapped - Il rapimento, Jumper - Senza confini
- Gabriele Patriarca in Deatwatch - La trincea del male
- Daniele Natali in Smallville
- Massimiliano Alto in Defiance - I giorni del coraggio
- Francesco Pezzulli in Jane Eyre
- Luigi Morville in Fantastic 4 - I Fantastici Quattro
- Simone Marzola in Il combattente
- Luca Mannocci in Rocketman
- Emanuele Ruzza in Senza rimorso